# حي الصواعق
حي الصواعق هو حي سكني يقع في الجهة الشمالية الشرقية من مدينة حماة في سوريا، يقدر عدد سكان الحي بنحو 25,000 نسمة، معظمهم من المسلمين على مذهب أهل السنة والجماعة.